# هانك سيمون
هانك سيمون (بالإنجليزية: Hank Simon)‏ هو لاعب كرة قاعدة أمريكي، ولد في 25 أغسطس 1862 في Boonville, New York ‏ في الولايات المتحدة، وتوفي في 1925 في ألباني في الولايات المتحدة.

## وصلات خارجية
- هانك سيمون على موقعبيزبول رفرنس.كوم (الدوري الرئيسي) (الإنجليزية)
- هانك سيمون على موقعبيزبول رفرنس.كوم (الدوري الثانوي) (الإنجليزية)